# Pier Alessandro Paravia
Pier Alessandro Paravia (in croato il nome viene anche tradotto in Petar Aleksandar Paravia o Petar Aleksandar Paravija) (Zara, 15 luglio 1797 – Torino, 18 marzo 1857) è stato un letterato, traduttore e mecenate italiano, professore di eloquenza presso l'Università di Torino.

## Gli anni della formazione e le prime opere
Figlio di Giovanni, colonnello degli Oltremarini (meglio noti col nome di Schiavoni) e nipote di Antonio, ufficiale di marina della Serenissima, nacque a Zara due mesi dopo la caduta della Repubblica.
Ancora fanciullo si trasferì a Venezia, ove studiò presso il liceo-convitto di Santa Caterina. Laureatosi in legge a Padova nel 1818, fu di nuovo a Venezia funzionario statale (alunno di concetto) per dodici anni, fino a quando - nel 1832 - fu chiamato alla cattedra di eloquenza dell'Università di Torino. In questi anni aveva già pubblicato una serie di studi: per lo più biografie di letterati e artisti, ma soprattutto un'apprezzata traduzione delle Lettere di Plinio il Giovane.

## A Torino
Dalla presa in carico della nuova funzione, ha inizio un fecondissimo periodo di produzione, che spaziò dalla letteratura italiana (studi sul Tasso, sull'Ariosto, sul Bartoli) a quella provenzale, giungendo addirittura ai romanzi cinesi, dello studio dei quali fu uno dei precursori in Italia. Oltre alla letteratura, si interessò anche di storia e di politica, dando altresì prova dei propri sentimenti patriottici nella prolusione universitaria Del sentimento patrio nelle sue relazioni con la letteratura (Torino 1839) e nella Orazione recitata il dì 5 maggio 1849 nella chiesa della Gran Madre di Dio alla presenza di S.M. il re Vittorio Emanuele II in occasione dei solenni funerali celebrati a onore e suffragio dei morti nella battaglia di Novara (Torino, Stamperia Reale, 1849). Pur essendo politicamente un conservatore, per questa sua adesione agli ideali patriottici italiani venne costantemente controllato dalle autorità austroungariche, avendo egli acquistato una villa nelle vicinanze di Treviso (allora il Veneto era sotto la sovranità austriaca), dove si recava abitualmente.
Fu amico e corrispondente con molti illustri italiani dell'epoca - dal Tommaseo al Pellico, dal re Carlo Alberto di Savoia al Gioberti - e nutrì per tutta la vita un sincero affetto per l'abate Rosmini, da lui conosciuto fin dai tempi dell'Università, a Padova.
Attentissimo ai problemi della lingua italiana, anche in questo campo scrisse degli importanti saggi, che gli valsero la nomina ad Accademico della Crusca.
Morì a Torino nel 1857. In suo onore venne eretta un'erma all'Università degli Studi di Torino; a Torino si conserva pure un cospicuo e prezioso lascito di carte appartenute allo zio Antonio.

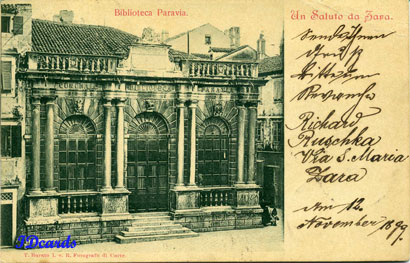
La Biblioteca Paravia in una cartolina del 1899.

## Il rapporto con Zara
Paravia non dimenticò mai la propria città natale, alla quale - in seguito ad una visita nel 1850 - donò nel 1855 la propria biblioteca privata, costituita da oltre diecimila volumi, perché divenisse il nucleo iniziale per una biblioteca pubblica, che in suo onore venne denominata Biblioteca Comunale Paravia. Il suo scopo però non fu solo munifico: Paravia invocava: "Studiate la vostra lingua, perché qui sta la vostra futura grandezza, è merito che nessuno può contestarvi ed è merito grande", e perciò credette con la sua donazione di dare un forte indirizzo ai dalmati, tanto che invitò i maggiori esponenti della cultura italiana dell'epoca - con i quali intratteneva un'attivissima corrispondenza - ad offrire anch'essi dei libri.  Questa biblioteca venne ospitata all'interno dell'antica loggia veneziana di Zara fino al 1938, e fin dalla sua apertura (18 agosto 1857) fu la maggiore dell'intera Dalmazia. Chiusa a causa della guerra, venne riaperta il 14 ottobre 1945 col nuovo nome di Narodna biblioteka (Biblioteca nazionale).

## Identificazione nazionale
Data la storia personale del Paravia, la sua entusiastica adesione ai sentimenti risorgimentali italiani e le esplicite affermazioni di nazionalità (egli scrisse "niuno può essere grande scrittore senza che sia scrittore nazionale, senza che rappresenti, cioè, nei suoi scritti la propria nazione, il proprio secolo"), fino a tempi recenti non si discusse mai della sua nazionalità. Attualmente invece è anche possibile trovare in Croazia il suo nome traslitterato in Paravija e con regolarità si omette di citare la sua esplicita scelta nazionale, privilegiando una semplice indicazione locale quale zaratino.

## Opere principali
(Inoltre è autore di centinaia di scritti e opuscoli d'occasione, articoli su periodici letterari, prolusioni e orazioni, spesso poi da lui stesso raccolti insieme)
- Notizie intorno alla vita di Antonio Canova, giuntovi il catalogo cronologico di tutte le sue opere, Venezia, G. Orlandelli, 1822 (Opera leggibile qui).
- Versi, Venezia, G. Orlandelli, 1825.
- Opuscoli varii, raccolti ed emendati dall'autore, Torino, G. Marietti, 1837.
- Della vita e degli studi di Giuseppe Bartoli professore di lettere greche e italiane nella Regia Università di Torino e antiquario di S. M. il re di Sardegna. Discorso, Torino, Fontana, 1842.
- Discorsi accademici ed altre prose, Torino, A. Fontana, 1843.
- Prolusioni e discorsi, Nuova edizione riveduta ed emendata dall'autore, Parma, P. Fiaccadori, 1845.
- Antologia italiana ordinata, Torino, A. Fontana, 1847.
- Canzoniere nazionale scelto e annotato, Torino, Stamperia Reale, 1849.
- Memorie veneziane di letteratura e di storia, Torino, Stamperia Reale, 1850 (Opera leggibile qui).
- Lezioni accademiche ed altre prose, Zara, f.lli Battara, 1851.
- Lezioni di storia subalpina, 2 voll., Torino, Stamperia Reale, 1851-54.
- Lezioni di varia letteratura, Torino, Stamperia Reale, 1852.
- Carlo Alberto e il suo regno. Orazioni per la prima volta messe insieme e restituite alla nativa loro integrità, 2 voll., Voghera, C. Giani, 1852 (Opera leggibile qui).
- Memorie piemontesi di letteratura e storia, Torino, Stamperia Reale, 1853.

## Traduzioni
- Girolamo Fracastoro, Versione di un'egloga latina pubblicata in occasione delle felicissime nozze del nobil uomo Girolamo Brandolin colla nobil donna Vendramina Grimani, Venezia, G. Molinari, 1817 (Contiene: Alcone, ossia Del governo dei cani da caccia, poemetto latino).
- Cornelio Nepote, Tre vite, in: «Giornale dell’italiana letteratura», XXI (1822), tom. LVII, pp. 255–272.
- Giovanni Ladislao Pyrker, Edvige e Walstein. Episodio tratto dal «Rodolfo d'Habsburg» poema epico e recato in versi italiani da Pier Alessandro Paravia, Padova, V. Crescini, 1828.
- Plinio il Giovane, Le lettere, tradotte ed illustrate da Pier Alessandro Paravia jadrense, 3 voll., Venezia, Tipografia di commercio, 1830-32 (Traduzione leggibile I qui, II qui, III qui) (Quarta edizione riveduta e ritoccata dal traduttore, 2 voll., Torino, G. Cerutti, 1856).
- Emmanuele Giuseppe Quintana, Le lodi della campagna. Epistola recata dallo spagnuolo in versi italiani da Pier Alessandro Paravia, Venezia, Tipografia di commercio, 1830.
- Emmanuele Giuseppe Quintana, La danza. Carme, recato dallo spagnuolo in versi italiani da Pier Alessandro Paravia, Venezia, G. Antonelli, 1831.